# Fortuna liga 2022/23 (Tsjechië)
De Fortuna liga 2022/23 was het 30e seizoen van het Tsjechisch nationaal voetbalkampioenschap. Het ging van start op 30 juli 2022 en eindigde op 28 mei 2023.

## Clubs
16 clubs speelden het seizoen 2020/21 in de Fortuna liga. Uit Praag komen maar liefst drie clubs. De regio's Karlsbad en Vysočina leverden dit seizoen geen clubs op het hoogste niveau.
| Club                       | Stad               | Stadion                                     | Afbeelding | Opening | Capaciteit |
| -------------------------- | ------------------ | ------------------------------------------- | ---------- | ------- | ---------- |
| FC Baník Ostrava           | Ostrava            | Městský stadion v Ostravě-Vítkovicích       |            | 1938    | 15.123     |
| Bohemians 1905 Praag       | Vršovice, Praag    | Ďolíček                                     |            | 1932    | 6300       |
| SK Dynamo České Budějovice | České Budějovice   | Fotbalový stadion Střelecký ostrov          |            | 1940    | 6681       |
| FC Hradec Králové1         | Mladá Boleslav     | Městský stadion Mladá Boleslav              |            | 1965    | 5000       |
| FK Jablonec                | Jablonec nad Nisou | Stadion Střelnice                           |            | 1955    | 6108       |
| FK Mladá Boleslav          | Mladá Boleslav     | Městský stadion Mladá Boleslav              |            | 1965    | 5000       |
| FK Pardubice2              | Pardubice          | Letní stadion                               |            | 1931    | 4620       |
| SK Sigma Olomouc           | Olomouc            | Andrův stadion                              |            | 1940    | 12.541     |
| SK Slavia Praag            | Vršovice, Praag    | Fortuna arena                               |            | 2008    | 20.800     |
| 1. FC Slovácko             | Uherské Hradiště   | Městský fotbalový stadion Miroslava Valenty |            | 2003    | 8000       |
| FC Slovan Liberec          | Liberec            | Stadion u Nisy                              |            | 1934    | 9900       |
| AC Sparta Praag            | Bubeneč, Praag     | Generali Česká pojišťovna Arena             |            | 1917    | 18.944     |
| FK Teplice                 | Teplice            | Stadion Na Stínadlech                       |            | 1973    | 18.221     |
| FC Trinity Zlín            | Zlín               | Letná                                       |            | 1953    | 5898       |
| FC Viktoria Pilsen         | Pilsen             | Stadion města Plzně                         |            | 1955    | 11.700     |
| FC Zbrojovka Brno          | Brno               | Městský fotbalový stadion Srbská            |            | 1949    | 10.785     |

1 Omdat het eigen stadion, Všesportovní stadion van FC Hradec Králové niet aan de eisen voldeed speelde de club haar thuiswedstrijden in Mladá Boleslav op het Městský stadion van FK Mladá Boleslav. 

2 Tijdens de eerste seizoenshelft was de renovatie van het eigen stadion, het Letní stadion, nog niet klaar. FK Pardubice speelde daarom haar thuiswedstrijden in Praag op het Ďolíček van Bohemians 1905 Praag.

## Eindstand

### Reguliere competitie
|     | Club                       | WG | W  | G  | V  | DV | DT | P  |                                                   |
| --- | -------------------------- | -- | -- | -- | -- | -- | -- | -- | ------------------------------------------------- |
| 1.  | AC Sparta Praag            | 30 | 20 | 8  | 2  | 70 | 29 | 68 | Geplaatst voor de Titelplay-off                   |
| 2.  | SK Slavia Praag            | 30 | 20 | 6  | 4  | 81 | 25 | 66 | Geplaatst voor de Titelplay-off                   |
| 3.  | FC Viktoria Pilsen1        | 30 | 17 | 6  | 7  | 55 | 29 | 57 | Geplaatst voor de Titelplay-off                   |
| 4.  | Bohemians Praag 1905       | 30 | 14 | 6  | 10 | 53 | 49 | 48 | Geplaatst voor de Titelplay-off                   |
| 5.  | 1. FC Slovácko             | 30 | 13 | 7  | 10 | 36 | 38 | 46 | Geplaatst voor de Titelplay-off                   |
| 6.  | SK Sigma Olomouc           | 30 | 10 | 11 | 9  | 45 | 40 | 41 | Geplaatst voor de Titelplay-off                   |
| 7.  | FC Slovan Liberec          | 30 | 10 | 8  | 12 | 39 | 43 | 38 | Geplaatst voor de Play-off voor 7e t/m 10e plaats |
| 8.  | FC Hradec Králové          | 30 | 11 | 5  | 14 | 34 | 40 | 38 | Geplaatst voor de Play-off voor 7e t/m 10e plaats |
| 9.  | FK Mladá Boleslav          | 30 | 9  | 10 | 11 | 39 | 42 | 37 | Geplaatst voor de Play-off voor 7e t/m 10e plaats |
| 10. | SK Dynamo České Budějovice | 30 | 10 | 5  | 15 | 35 | 54 | 35 | Geplaatst voor de Play-off voor 7e t/m 10e plaats |
| 11. | FK Jablonec                | 30 | 9  | 8  | 13 | 46 | 57 | 35 | Geplaatst voor de Degradatieplay-off              |
| 12. | FC Baník Ostrava           | 30 | 9  | 8  | 13 | 43 | 42 | 35 | Geplaatst voor de Degradatieplay-off              |
| 13. | FK Teplice                 | 30 | 8  | 8  | 14 | 38 | 63 | 32 | Geplaatst voor de Degradatieplay-off              |
| 14. | FC Zbrojovka Brno2         | 30 | 8  | 7  | 15 | 40 | 56 | 31 | Geplaatst voor de Degradatieplay-off              |
| 15. | FK Pardubice               | 30 | 8  | 4  | 18 | 29 | 58 | 28 | Geplaatst voor de Degradatieplay-off              |
| 16. | FC Trinity Zlín            | 30 | 5  | 11 | 14 | 37 | 55 | 26 | Geplaatst voor de Degradatieplay-off              |

1 FC Viktoria Pilsen was in dit seizoen de titelverdediger. 

2 FC Zbrojovka Brno was in dit seizoen de nieuwkomer, zij speelde in het voorgaande seizoen niet op het hoogste niveau van het Tsjechische voetbal.

### Titelplay-off
|    | Club                 | WG | W  | G  | V  | DV | DT | P  |                                                        |
| -- | -------------------- | -- | -- | -- | -- | -- | -- | -- | ------------------------------------------------------ |
| 1. | AC Sparta Praag      | 35 | 23 | 9  | 3  | 76 | 33 | 78 | Tweede voorronde UEFA Champions League 2023/24         |
| 2. | SK Slavia Praag3     | 35 | 24 | 6  | 5  | 98 | 31 | 78 | Derde voorronde UEFA Europa League 2023/24             |
| 3. | FC Viktoria Pilsen   | 35 | 18 | 7  | 10 | 60 | 38 | 61 | Tweede voorronde UEFA Europa Conference League 2023/24 |
| 4. | Bohemians Praag 1905 | 35 | 15 | 7  | 13 | 56 | 58 | 52 | Tweede voorronde UEFA Europa Conference League 2023/24 |
| 5. | 1. FC Slovácko       | 35 | 13 | 11 | 11 | 40 | 46 | 50 |                                                        |
| 6. | SK Sigma Olomouc     | 35 | 12 | 12 | 11 | 53 | 47 | 48 |                                                        |

3 SK Slavia Praag was de winnaar van de Tsjechische beker van dit seizoen.

### Play-off voor 7e t/m 10e plaats

#### Semifinales Play-off voor 7e t/m 10e plaats
| Thuisteam in de 1e wedstrijd    | Totaal | Uitteam in de 1e wedstrijd | Uitslag 1e wedstrijd | Uitslag 2e wedstrijd |
| ------------------------------- | ------ | -------------------------- | -------------------- | -------------------- |
| SK Dynamo České Budějovice (10) | 3–6    | FC Slovan Liberec (7)      | 3–2                  | 0–4                  |
| FK Mladá Boleslav (9)           | 0–2    | FC Hradec Králové (8)      | 0–0                  | 0–2                  |

#### Finale Play-off voor 7e t/m 10e plaats
| Thuisteam in de 1e wedstrijd | Totaal | Uitteam in de 1e wedstrijd | Uitslag 1e wedstrijd | Uitslag 2e wedstrijd |
| ---------------------------- | ------ | -------------------------- | -------------------- | -------------------- |
| FC Hradec Králové            | 3–6    | FC Slovan Liberec          | 0–4                  | 3–2                  |

### Degradatieplay-off
|     | Club              | WG | W  | G  | V  | DV | DT | P  |                                                                |
| --- | ----------------- | -- | -- | -- | -- | -- | -- | -- | -------------------------------------------------------------- |
| 11. | FC Baník Ostrava  | 35 | 11 | 9  | 15 | 53 | 50 | 42 |                                                                |
| 12. | FK Teplice        | 35 | 11 | 9  | 15 | 45 | 67 | 42 |                                                                |
| 13. | FK Jablonec       | 35 | 10 | 10 | 15 | 49 | 63 | 40 |                                                                |
| 14. | FK Pardubice      | 35 | 11 | 4  | 20 | 38 | 63 | 37 | Barragewedstrijd tegen degradatie naar de Fortuna národní liga |
| 15. | FC Trinity Zlín   | 35 | 7  | 13 | 15 | 43 | 60 | 34 | Barragewedstrijd tegen degradatie naar de Fortuna národní liga |
| 16. | FC Zbrojovka Brno | 35 | 8  | 9  | 18 | 41 | 64 | 33 | Degradatie naar de Fortuna národní liga                        |

#### Barragewedstrijd degradatieplay-off
| Thuisteam in de 1e wedstrijd | Totaal | Uitteam in de 1e wedstrijd | Uitslag 1e wedstrijd | Uitslag 2e wedstrijd |
| ---------------------------- | ------ | -------------------------- | -------------------- | -------------------- |
| FK Viagem Příbram            | 0–2    | FK Pardubice (14)          | 0–2                  | 0–0                  |
| FC Trinity Zlín (15)         | 1–0    | MFK Vyškov                 | 1–0                  | 0–0                  |

## Statistieken

### Topscorers
20 doelpunten
- Václav Jurečka (SK Slavia Praag)

19 doelpunten
- Jakub Řezníček (FC Zbrojovka Brno)

15 doelpunten
- Jan Chramosta (FK Jablonec)

14 doelpunten
- Jan Kuchta (AC Sparta Praag)
- Mick van Buren (SK Slavia Praag – 5 / FC Slovan Liberec – 9)

13 doelpunten
- Tomáš Chorý (FC Viktoria Pilsen)
- Ladislav Krejčí (AC Sparta Praag)

12 doelpunten
- Tomáš Čvančara (AC Sparta Praag)
- Mojmír Chytil (SK Sigma Olomouc)

11 doelpunten
- Stanislav Tecl (SK Slavia Praag)
- Peter Olayinka (SK Slavia Praag)
- Roman Květ (FC Viktoria Pilsen – 2 / Bohemians Praag 1905 – 9)
- Ondřej Lingr (SK Slavia Praag)
- Muhamed Tijani (FC Baník Ostrava)

### Assists
9 assists
- Marek Matějovský (FK Mladá Boleslav)

8 assists
- Casper Højer (AC Sparta Praag)

7 assists
- Stanislav Tecl (SK Slavia Praag)
- Jakub Hora (SK Dynamo České Budějovice)
- Robert Hrubý (FC Trinity Zlín)
- Nemanja Kuzmanović (FC Baník Ostrava)
- David Jurásek (SK Slavia Praag)

6 assists
- Jan Chramosta (FK Jablonec)
- Marek Havlík (1. FC Slovácko)
- Petr Ševčík (SK Slavia Praag)
- Antonín Růsek (SK Sigma Olomouc)
- Lukáš Kalvach (FC Viktoria Pilsen)
- Murphy Dorley Oscar (SK Slavia Praag)
- Michal Ševčík (FC Zbrojovka Brno)
- Robert Jukl (FK Teplice)
- Wale Musa Alli (FC Zbrojovka Brno)

1993/94 · 1994/95 · 1995/96 · 1996/97 · 1997/98 · 1998/99 · 1999/00 · 2000/01 · 2001/02 · 2002/03 · 2003/04 · 2004/05 · 2005/06 · 2006/07 · 2007/08 · 2008/09 · 2009/10 · 2010/11 · 2011/12 · 2012/13 · 2013/14 · 2014/15 · 2015/16 · 2016/17 · 2017/18 · 2018/19 · 2019/20 · 2020/21 · 2021/22 · 2022/23 · 2023/24
Nationale competities:
Albanië · Andorra · Armenië · België · Bosnië en Herzegovina · Bulgarije · Cyprus · Denemarken · Duitsland · Engeland · Estland ('22 '23) · Faeröer ('22 '23) · Finland ('22 '23) · Frankrijk · Gibraltar · Griekenland · Hongarije · IJsland ('22 '23) · Ierland ('22 '23) · Israël · Italië · Kazachstan ('22 '23) · Kroatië · Letland ('22 '23) · Litouwen ('23 '23) · Luxemburg · Malta · Moldavië · Montenegro · Nederland · Noord-Ierland · Noord-Macedonië · Noorwegen ('22 '23) · Oekraïne · Oostenrijk · Polen · Portugal · Roemenië · Rusland · San Marino · Schotland · Servië · Slovenië · Slowakije · Spanje · Tsjechië · Turkije · Wales · Zweden ('22 '23) · Zwitserland
Europese competities: Super Cup 2022 · Champions League · Europa League · Conference League